# Râul Stoia
Râul Stoia este un curs de apă, afluent al râului Olănești. 